# راي أوغدن
راي أوغدن (بالإنجليزية: Ray Ogden)‏ (2 سبتمبر 1942 بجيسوب في الولايات المتحدة - ) هو لاعب كرة قدم أمريكية ولاعب كرة قدم أمريكي في مركز مستقبل واسع ‏. لعب مع شيكاغو بيرز ونيو أورليانز سينتس وأتلانتا فالكونز وألاباما كريمزون تايد فوتبول ‏.

## وصلات خارجية
- راي أوغدن على موقع مرجع كرة القدم المحترفة.كوم (الإنجليزية)